# Trimerización de alquinos
Una reacción de trimerización de alquinos  es una cicloadición [2+2+2] en la que tres alquinos reaccionan para formar un anillo de benceno. La reacción requiere un catalizador metálico. Este proceso es de interés histórico así como es aplicable a la síntesis orgánica. Al ser una reacción de cicloadición, tiene una alta economía atómica. Diversas variaciones han sido desarrolladas incluyendo la ciclación de mezclas de alquinos y alquenos así como alquinos y nitrilos.

## Mecanismo y estequiometría
La trimerización del acetileno para formar benceno es una reacción altamente exergónica con un cambio en la energía libre de Gibbs de -142 kcal/mol a temperatura ambiente. Las barreras cinéticas, sin embargo, imposibilitan que se lleven a cabo de manera suave. En 1948, Walter Reppe y Schweckendiek reportaron resultados en los que mostraban que compuestos de níquel funcionaban como catalizadores efectivos.
3 RC2H  →  C6R3H3
A partir de este descubrimiento, se han reportado otras ciclotrimerizaciones.

### Mecanismo
En términos del mecanismo, la reacción comienza con la formación de un complejo metal-alquino. La combinación de dos alquinos en la esfera de coordinación permite la formación de un metalo-ciclopentadieno. A partir de este intermediario organometálico, se pueden tomar diversas rutas incluyendo metalo-cicloheptatrienos, metalo-norbornadienos y otras estructuras más complicadas que poseen un ligante carbenoide.

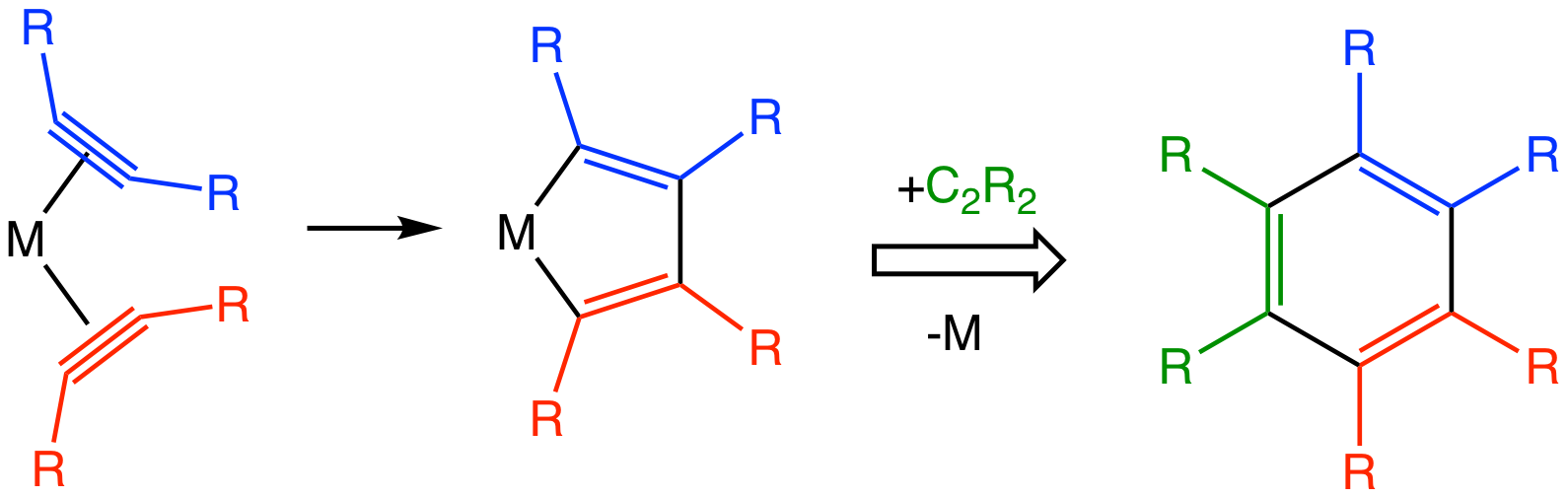
Mecanismo simplificado para la trimerización catalizada de alquinos.

Los catalizadores incluyen ciclopentadienilcobalto dicarbonilo y el catalizador de Wilkinson.

### Estereoquímica y regioselectividad
La trimerización de alquinos asimétricos da lugar a dos isómeros bencénicos. Por ejemplo, el fenilacetileno permite la sustitución en 1,3,5 y en 1,2,4. El patrón de sustitución del areno se determina en dos pasos: se forma un metalo-ciclopentadieno intermediario y se incorpora el tercer equivalente del alquino. El impedimento estérico en el alquino y los catalizadores son los constituyentes que determinan la regioselectividad.

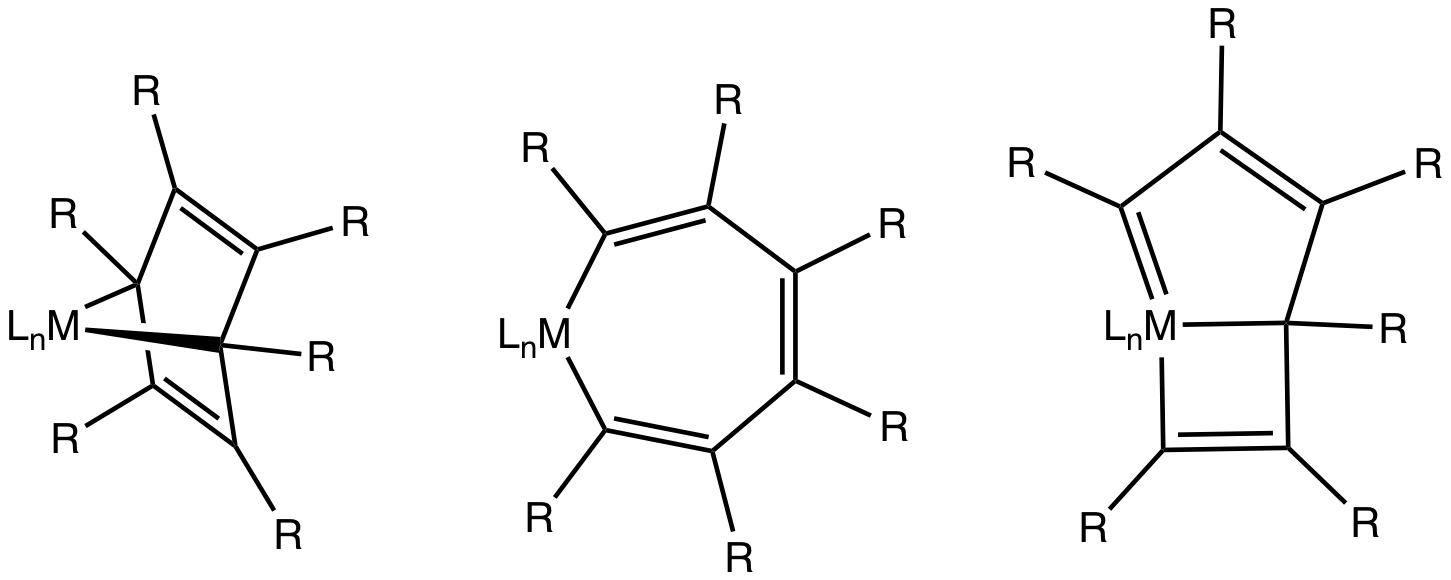
Tres intermediarios propuestos en la trimerización de alquinos.

Catalizadores quirales han sido empleados en combinación con arenos para producir atropisómeros no racémicos.

### Alcance y limitaciones
Los catalizadores para la ciclotrimerización son selectivos para triples enlaces, lo que le da un alcance muy largo a la reacción. Es tolerante con muchos grupos funcionales, aunque la trimerización intermolecular regioselectiva de alquinos asimétricos sigue siendo un problema sin resolver.
El desarrollo más útil en esta área, desde la perspectiva comercial, es probablemente la cotrimerización de nitrilos y alquinos. Esta reacción es una ruta práctica para sintetizar piridinas sustituidas.
Algunos catalizadores son desactivados por la formación de complejos estables de 18 electrones. Se ha observado que el ciclobutadieno, ciclohexadieno y complejos de arenos, son desactivantes de los catalizadores. Al adicionarse a polímeros de alto orden, dimeros y trimeros originados por bajas regio y quimioselectividades, se han encontrado eninos como subproductos de la dimerización de alquinos. Los catalizadores de rodio son particularmente adeptos a formar eninos. Los catalizadores de níquel suelen formar anillos más grandes (particularmente ciclooctatetraenos).

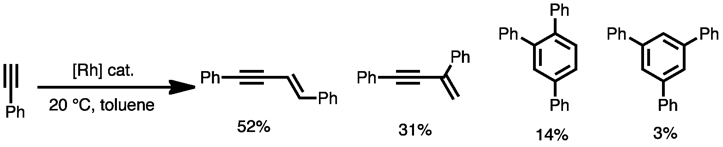
Formación de supbroductos con catalizadores de rodio. se observa la formación de dos eninos como productos mayoritarios, mientras que los derivados bencénicos son productos minoritarios.

## Aplicaciones sintéticas
La ciclación que involucra sustratos en los que algunas unidades de alquinos se encuentran cerca, pueden dar reacciones intramoleculares para la formación de sistemas policíclicos. La distancia intramolecular controla el tamaño de las adiciones intramoleculares. La adición de un 1,5-dieno con un alquino produce un benzociclobuteno, una estructura tensionada que luego puede hacerse reaccionar.

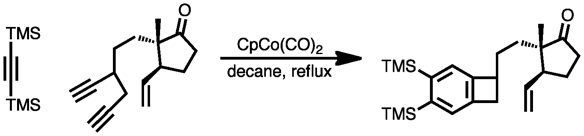
Sistema de trienos que reaccionan intramolecularmente.

Las tres unidades de alquinos pueden reaccionar de manera intramolecular dando como resultado la creación de tres anillos en un solo paso, controlando el tamaño por sus respectivas longitudes.

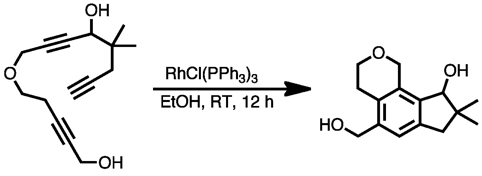
Ciclotrimerización a partir de un solo trieno.

Los trienos saturados pueden ciclarse para producir sustancias con quiralidad axial. Un ejemplo de la formación de nuevos anillos aromáticos en un solo paso es el tratamiento con ciclopentadienilcobalto dicarbonilo (CpCo(CO)2). El tratamiento de bis(trimetilsilil)acetileno (BTMSA) reacciona con un dieno disustituido para formar un sistema de antraquinona sustituido.

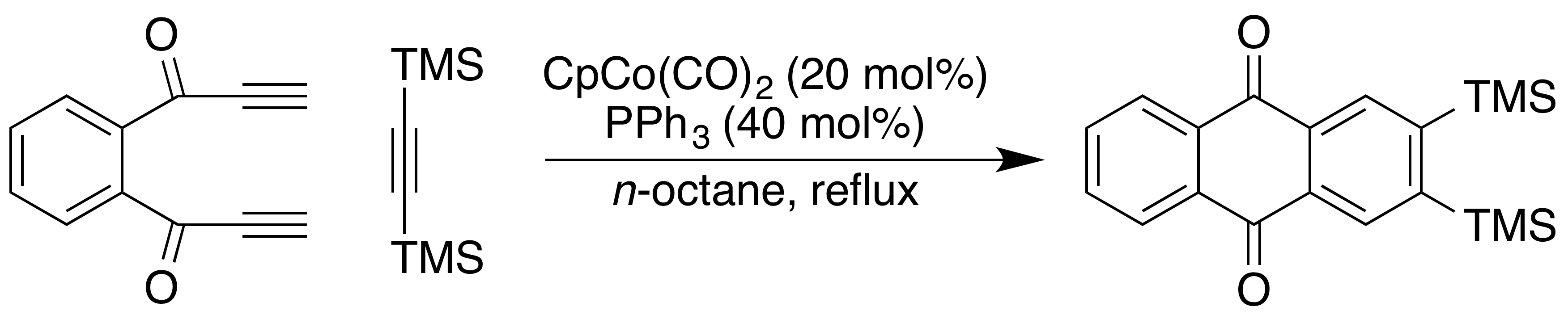
Formación de un sistema de antraquinona.

## Comparación con otros métodos
La ciclotrimerización presenta una alternativa a la funcionalización de compuestos aromáticos sintetizados previamente a través de sustitución electrofílica o nucleofílica donde la regioselectividad puede ser difícil de controlar. 
Otros métodos para la formación directa de anillos aromáticos a partir de precursores sustituidos e insaturados incluyen la reacción de Dötz, donde se da una benzanulación (formación del anillo de benceno) [4+2] catalizada con paladio a partir de eninos y alquinos. También una reacción de cicloadición [4+2] de eninos con alquinos catalizada por ácidos de Lewis. La ciclación de bencinos con alquinos catalizada por paladio puede producir también productos aromáticos.

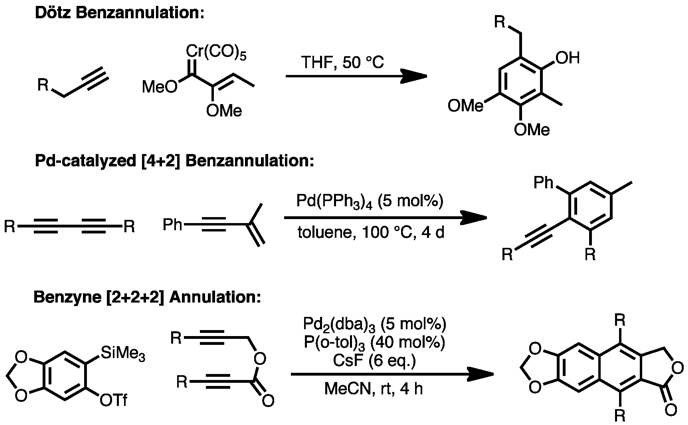

## Lecturas relacionadas
- Musso, F.; Solari, E.; Floriani, C. (1997). «Hydrocarbon Activation with Metal Halides: Zirconium Tetrachloride Catalyzing the Jacobsen Reaction and Assisting the Trimerization of Alkynes via the Formation of η6-Arene−Zirconium(IV) Complexes». Organometallics 16 (22): 4889. doi:10.1021/om970438g.
- Rodríguez, J. Gonzalo; Martín-Villamil, Rosa; Fonseca, Isabel (1997). «Tris(2,4-pentanedionato)vanadium-catalysed cyclotrimerization and polymerization of 4-(N,N-dimethylamino)phenylethyne: X-ray structure of 1,2,4-tris[4-(N,N -dimethylamino)phenyl]benzene». Journal of the Chemical Society, Perkin Transactions 1 (6): 945-948. ISSN 0300-922X. doi:10.1039/a605474i.
- Sakurai, H.; Nakadaira, Y.; Hosomi, A.; Eriyama, Y.; Hirama, K.; Kabuto, C. (1984). «Chemistry of organosilicon compounds. 193. Intramolecular cyclotrimerization of macrocylic and acyclic triynes with Group 6 metal carbonyls. The formation of fulvene and benzene». J. Am. Chem. Soc. 106 (26): 8315. doi:10.1021/ja00338a063.
- Amer, I.; Bernstein, T.; Eisen, M.; Blum, J.; Vollhardt, K. P. C. (1990). «Oligomerization of alkynes by the RhCl3-aliquat 336 catalyst system Part 1. Formation of benzene derivatives». J. Mol. Catal. 60 (3): 313. doi:10.1016/0304-5102(90)85254-F.
- Lee, C. L.; Hunt, C. T.; Balch, A. L. (1981). «Novel reactions of metal-metal bonds. Reactions of Pd2{(C6H5)2PCH2P(C6H5)2}2Cl2 with acetylenes, olefins, and isothiocyanates». Inorg. Chem. 20 (8): 2498. doi:10.1021/ic50222a026.
- Aalten, H. L.; van Koten, G.; Riethorst, E.; Stam, C. H. (1989). «The Hurtley reaction. 2. Novel complexes of disubstituted acetylenes with copper(I) benzoates having a reactive ortho carbon-chlorine or carbon-bromine bond. X-ray structural characterization of tetrakis(2-chlorobenzoato)bis(diethyl acetylenedicarboxylate)tetracopper(I)». Inorg. Chem. 28 (22): 4140. doi:10.1021/ic00321a020.
- Hardesty, J. H.; Koerner, J. B.; Albright, T. A.; Lee, G. B. (1999). «Theoretical Study of the Acetylene Trimerization with CpCo». J. Am. Chem. Soc. 121 (25): 6055. doi:10.1021/ja983098e.
- Ozerov, O. V.; Patrick, B. O.; Ladipo, F. T. (2000). «Highly Regioselective [2 + 2 + 2] Cycloaddition of Terminal Alkynes Catalyzed by η6-Arene Complexes of Titanium Supported by Dimethylsilyl-Bridgedp-tert-Butyl Calix[4]arene Ligand». J. Am. Chem. Soc. 122 (27): 6423. doi:10.1021/ja994543o.